# Réalité augmentée (South Park)
Pour la notion générale, voir Réalité augmentée.
Réalité augmentée (Grounded Vindaloop en VO) est le septième épisode de la dix-huitième saison de la série télévisée d'animation américaine South Park et le 254e épisode de la série globale. L'épisode traite de la réalité virtuelle, via l'utilisation d'un Oculus Rift, et des centres d'appel.

## Résumé
A l'école, Butters se balade avec des lunettes de chantier et un casque antibruits, pensant porter un Oculus Rift et être dans une reproduction virtuelle du monde réel. Il est en fait victime d'une nouvelle blague de Cartman, qui lui a donné ce matériel et lui transmet des instructions via un talkie-walkie. Mais Butters est tellement convaincu d'être dans un monde imaginaire qu'il finit par ne plus écouter son guide et part se faire plaisir. Il commence par aller chez lui et donne un coup de poing dans les testicules de son père Stephen pour se venger de toutes les punitions subies. Il vole ensuite une voiture et tente d'agresser une prostituée, qui le poignarde.
Butters se réveille à l'hôpital, sans blessure grave et débarrassé du faux matériel. Cartman vient le voir, vêtu comme Morpheus de Matrix, et parvient à le convaincre qu'il est toujours dans le monde virtuel, car son équipement a été retiré en dehors de la zone de transfert vers la réalité, à savoir la chambre de Cartman.
Le lendemain, un certain Steve travaillant dans un centre d'appel en Inde téléphone à Cartman. Il informe le garçon que c'est lui qui est piégé dans une réalité virtuelle, mais qu'il ne s'en souvient pas. Au même moment, dans ce qui semble être le monde réel, la mère de Cartman entre dans sa chambre et le trouve en état catatonique, un Oculus Rift sur les yeux. Mais elle se contente de lui laisser un plateau-repas avant de repartir.
Sorti de l'hôpital, Butters est sévèrement puni par son père, qui l'enferme dans sa chambre. Cartman déboule peu après et dit que Butters n'est qu'un programme de la réalité virtuelle. Il va cependant l'aider à se tirer de ce mauvais pas, et lui rappelle pour le menacer que tout ce qui arrive ici arrive aussi dans la vraie vie. Dans cette dernière, justement, Kyle reçoit un appel d'un Butters paniqué, qui a été puni dans sa chambre sans aucune raison. Kenny arrive ensuite et emmène Kyle et Stan chez Cartman, où ce dernier est toujours branché sur l'Oculus Rift. Kyle contacte le service client et tombe sur Steve, qui leur annonce le rappel général des casques à cause du problème qu'ils expérimentent. Kyle et Stan pensent que c'est une blague, mais Steve affirme que l'un d'eux doit rejoindre Cartman et le mener jusqu'au point de sortie pour qu'il puisse revenir. Kyle se porte volontaire, mais lorsqu'il trouve Cartman, ce dernier affirme que c'est Kyle qui est prisonnier de la réalité virtuelle, et qu'il ne s'en souvient pas. Kyle pense que Cartman cherche à retourner la situation pour le mettre dans le mal comme à son habitude, et c'est le cas, mais Cartman est également tout aussi perdu que lui. Kyle appelle ensuite un magasin pour savoir qui de lui ou de Cartman a acheté l'Oculus Rift. L'appel est transféré à Steve, ce qui plonge les deux garçons dans la confusion totale.
Dans ce qui semble être le monde réel, les parents de Butters dînent tout en parlant de la punition de leur fils, mais Stephen ne se rappelle plus pourquoi il a été puni. Cartman et Kyle rejoignent Stan, et le trouvent en conversation avec Steve, tandis que Kenny a un Oculus Rift sur les yeux. À leur grande surprise, Stan dit qu'ils sont dans la réalité, et qu'ils n'ont pas bougé de la maison de Cartman. Ce dernier annonce alors sans plaisanter qu'ils sont dans un monde virtuel, et qu'il est un programme informatique. Au téléphone, Steve annonce que Butters a été le premier à appeler le service client. Steve est alors lui-même contacté par un autre service client, où un autre Steve dit que son jumeau est dans une réalité virtuelle. Le deuxième Steve explique que quelqu'un lui a téléphoné depuis le monde virtuel, et a créé ce qu'il appelle une « boucle de feedback de consommateur Vindaloop ».
Les garçons vont chez Butters, et trouvent ce dernier dans sa chambre, avec son père qui sait parfaitement pourquoi il est enfermé. Stephen apparait justement et, surprenant son fils avec des amis alors qu'il est puni, il se prépare à le frapper avec sa ceinture. Le premier Steve de tout à l'heure rappelle Stan et lui dit qu'il est en plein paradoxe, qui ne pourra être brisé que s'il répond à cette question souvent revenue dans l'épisode : "Êtes-vous satisfait du service consommateur ?". Stan répond "Oui". Aussitôt, Stephen, Butters, Kyle et Cartman disparaissent autour de lui. Ils n'étaient que des programmes. Stan se souvient alors... qu'il doit aller à un portail d'accès. Au même moment, un Stephen toujours en train de dîner réalise que Butters n'a aucune raison d'être puni, et va le libérer de sa chambre.
Stan retourne dans la chambre de Cartman... et enlève le casque de réalité virtuelle qu'il portait. Il était en fait l'avatar d'un Stan filmé en prise de vue réelle utilisant un Oculus Rift. Ce dernier se retrouve dans une chambre entouré par Kyle, Cartman et Kenny, eux aussi joués par des acteurs. Stan leur dit que le monde virtuel qu'il vient d'expérimenter était « cool », mais que les graphismes sont « à chier ». Le groupe est rejoint par un Butters également joué par un acteur, qui saute de joie car il n'est plus puni.